# Măgura, Vrancea
Măgura este un sat în comuna Jitia din județul Vrancea, Muntenia, România.